# فنزويلي لبناني
الفنزويلي اللبناني هو مواطن فنزويلي من أصول لبنانية. هناك 340,000 فنزويلي لبناني يعيش معظمهم في كاراكاس العاصمة.
بدأت الهجرة اللبنانية إلى فنزويلا أواخر القرن التاسع عشر إثر قرار المتصرف تسهيل هجرة اللبنانيين. وللبنانيين تأثير على الثقافة الفنزويلية وبخاصة الطعام والموسيقى. معظم الفنزويليين اللبنانيين من المسيحيين من الكنائس المارونية، الكاثوليك، الأرثوذكسية، و عدد شحيح من المسلمين. وقد سطع نجم عدد وافر من الشخصيات اللبنانيّة الفينزويلية في مناصب سياسية واقتصادية بارزة.

## أعلام فنزويليون لبنانيون
- طارق العيسمي: نائب الرئيس الفنزويلي.
- طارق صعب: سياسي، محامي وشاعر.
- كورايما توريس: ممثلة.
- إليزابيث أيوب: مغنية وممثلة.